# Stade Municipal de Pétange
Stade Municipal de Pétange – stadion piłkarski w Pétange w Luksemburgu. Obiekt może pomieścić 2400 widzów. Na co dzień swoje mecze rozgrywa tu Club Sportif Pétange.